# أندرو جونستون (مغني)
أندرو جونستون (بالإنجليزية: Andrew Johnston) هو مغني بريطاني، ولد في 23 سبتمبر 1994 في دامفريس ‏ في المملكة المتحدة.

## وصلات خارجية
- الموقع الرسمي
- أندرو جونستون على موقع ميوزك برينز (الإنجليزية)